# Didier Guillaume
Didier Guillaume   (Lo Borg dau Peatge, 11 de maig de 1959 - Niça, 17 de gener de 2025) va ser un polític francès. Senador del departament de la Droma de 2008 a 2018, va presidir el grup socialista al Senat de 2014 a 2018. Després d'haver anunciat la seva retirada de la vida política a continuació va canviar d'idea i es va unir al grup RDSE. El 16 d'octubre de 2018, va ser nomenat ministre d'Agricultura i alimentació al segon govern d'Édouard Philippe.

## Biografia
Fill d'un criador d'ovelles de la Droma, de professió era agent de l'Erari. Cap del Moviment de la Joventut Socialista, va ser copresident del comitè de suport de la Droma a François Mitterrand durant les eleccions presidencials de 1981. El 1983 va ser elegit per primera vegada com a conseller municipal de l'oposició de Lo Peatge de Pisançon, l'alcalde del qual era llavors Henri Durand. Primer secretari federal de la Droma pel Partit Socialista de 1986 a 1997, va ser elegit conseller regional de Roine-Alps el 1992, mandat que va mantenir fins al 1998.
Inicialment agent de l'Erari, va ser a continuació director de gabinet de Rodolphe Pesce, president del consell general (1990-1992), a continuació conseller polític de Jean Glavany al ministeri d'Agricultura i Pesca (1998-2002). L'any 1995, guanyà les eleccions municipals de Lo Peatge de Pisançon, esdevenint així el primer alcalde d'esquerres d'aquest municipi tradicionalment de dretes des de Charles Combe, de la Secció Francesa de la Internacional Obrera, el mandat del qual va acabar l'any 1949.
L'any 1998, va ser elegit conseller general de la Droma al cantó de Lo Borg dau Peatge, el més poblat del departament. Reelegit conseller general del cantó de Lo Borg dau Peatge l'any 2004, esdevingué president del consell general de la Droma. Dimití llavors com a batlle per a ser primer adjunt encarregat de finances (a fi de respectar la llei sobre acumulació de càrrecs) de Jean-Félix Pupel, nou alcalde. De 2001 a 2004, va ser president de l'associació dels alcaldes de la Droma.
Entrà a l'organisme de l'Assemblea dels departaments de França (ADF) i va ser, des de 2004, l'encarregat d'Afers internacionals i de Cooperació descentralitzada. Després de les eleccions cantonals de 2008, va ser reelegit president del consell general de la Droma per 26 vots de 36.
El 21 de setembre de 2008, va ser elegit senador al departament de la Droma a la primera volta. Va ser membre de la Comissió de l'economia, del desenvolupament durable i de la disposició del territori. Va ser vicepresident del grup socialista al Senat des de setembre de 2008 fins a l'octubre de 2011. Va ser 1r vicepresident del Senat del 5 d'octubre de 2011 fins a la seva elecció al cap del grup socialista i republicà del Senat el 15 d'abril de 2014.
En les eleccions senatorials de 2014 va ser reelegit amb el 39,46 % dels vots. Va ser a continuació candidat a la presidència del Senat pel grup socialista, obtingué 124 vots a la segona volta i va ser derrotat per Gérard Larcher amb 194 vots. Tanmateix va ser reelegit president del grup SOC al Senat. El 5 de gener de 2015, va anunciar que no es representarà a les eleccions departamentals que van tenir lloc el mateix any, abandonant així el lloc de president del consell general de la Droma que ocupava des de 2004.
Va ser director de campanya de Manuel Valls per a les primàries ciutadanes de 2017. L'any 2017, candidat a la seva reelecció a la presidència del grup socialista al Senat, va ser reelegit enfront de Laurence Rossignol i Martial Bourquin per 36 vots sobre 70, però diversos senadors socialistes li van reprotxar massa proximitat amb Emmanuel Macron. El 2 d'octubre de 2017, candidat a la presidència del Senat, va ser derrotat per Gérard Larcher.
El gener de 2018, va anunciar la seva intenció d'abandonar aviat els seus mandats polítics. Dimití aleshores de la presidència del grup socialista. El 9 de maig de 2018, havent estat proposat per Bernard Laporte, renuncià a prendre la direcció del grup d'interès públic de la Copa del Món de Rugbi de 2023 a França. Finalment es feu enrere de la seva decisió de retirar-se de la vida política i s'uní, el 22 de maig de 2018, el grup RDSE.
El 16 d'octubre de 2018, va ser nomenat ministre d'Agricultura i alimentació del segon govern Philippe. Alguns dies més tard, responent a una qüestió sobre les conseqüències sanitàries dels pesticides, demanà als científics proves abans de considerar la seva retirada del mercat (tot i que la llei disposa que és el productor del pesticida qui ha de provar la seva innocuïtat per obtenir l'autorització de comercialització).
Mentre que el seu predecessor Stéphane Travert va ser acusat pels seus detractors d'estar lligat als lobbys agroalimentaris, Didier Guillaume declarà en arribar al ministeri: «Per mi, ministre d'Agricultura, els lobbys no podran franquejar la porta del meu ministeri». Alguns dies més tard, matisà tanmateix la seva posició: «No he volgut dir que no rebré els lobbys, sinó només que prendré les meves decisions amb total independència».
El 14 d'agost de 2019, assistí amb la ministra Jacqueline Gourault, a una corrida a Baiona, provocant la còlera de les associacions de defensa dels animals. Declarà la seva oposició a la instauració de zones sense pesticides en un radi de 150 metres al voltant de tot habitatge, tal com reclamaven alguns alcaldes i associacions.